# Fury and Flames
Fury and Flames címmel jelent meg az amerikai Hate Eternal negyedik nagylemeze. A korongot a Metal Blade Records adta ki 2008. február 19-én.
Dél-Amerikában az EMI Records jelentette meg az anyagot, egy Inside című bónuszdallal kiegészítve. Az albumon mutatkozott be Shaune Kelley, mint másodgitáros, aki korábban már játszott Erik Rutan mellett a Ripping Corpse soraiban. A lemezen Alex Webster kezeli a  basszusgitárt, aki főállásban a Cannibal Corpse tagja. A dobos személyében szintén változások történtek, hiszen az anyagon Jade Simonetto dobol, aki hasonló kvalitásokkal rendelkezik, mint elődje Derek Roddy. Jade maga is nagy Hate Eternal és Roddy rajongóként került a zenekarba, így hamar be tudott illeszkedni a többiek közé.
Zenei szempontból az I, Monarch anyaghoz hasonlóan intenzív korong született, habár néhány kritikában megjegyezték, hogy az albumon nem hallhatóak olyan markáns dalok, mint elődjén.
Erik Rutan elmondása szerint az albumon hallható keserű és dühödt hangulatot Jared Anderson halála ihlette, aki korábban a zenekar tagja volt.[forrás?]
A borítót Paul Romano készítette, aki már olyan zenekarokkal dolgozott együtt, mint a Mastodon, az Animosity vagy a The Red Chord.

## Számlista
1. "Hell Envenom" - 4:09
2. "Whom Gods May Destroy" - 3:42
3. "Para Bellum" - 4:30
4. "Bringer of Storms" - 5:18
5. "The Funerary March" - 4:15
6. "Thus Salvation" - 3:58
7. "Proclamation of the Damned" - 4:14
8. "Fury Within" - 3:34
9. "Tombeau (Le Tombeau de la Fureur et Des Flames)" - 4:42
10. "Coronach" - 1:40
11. "Inside" - 2:40 (bónuszdal a dél-amerikai kiadáson.)

- Minden dalt Erik Rutan írt, kivéve a Hell Envenom és a Para Bellum címűeket, melyekben Shaune Kelly is szerepel, mint dalszerző.

## Zenészek
- Erik Rutan - ének/gitár
- Shaune Kelley - gitár
- Alex Webster - basszusgitár
- Jade Simonetto - dob

## Produkció
- Producer: Erik Rutan
- Hangmérnök: Shawn Ohtani és Erik Rutan
- Borító: Paul Romano
- Maszter: Alan Douches